# 尾張パークウェイ

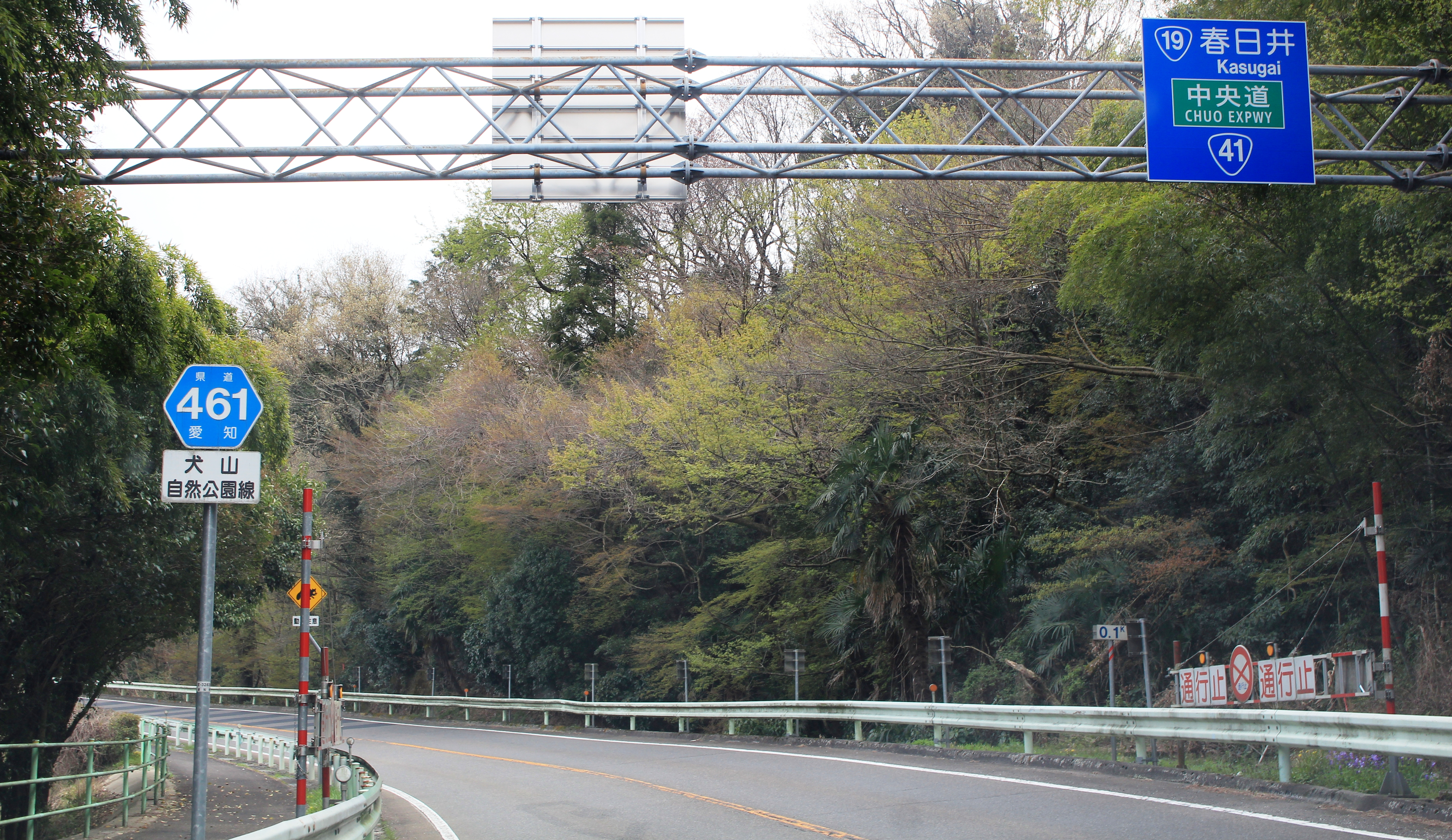
愛知県道461号犬山自然公園線の起点付近、犬山市継鹿尾

尾張パークウェイ（おわりパークウェイ）は、愛知県犬山市の東部を通る道路である。
かつては愛知県道路公社が管理する有料道路であったが、2008年（平成20年）6月20日に無料開放された。全線が愛知県道461号犬山自然公園線（あいちけんどう461ごう いぬやましぜんこうえんせん）に含まれている。

## 概要
延長7.7km。愛知県道路公社が管理する有料道路であったが、2008年（平成20年）6月20日に30年間の料金徴収期間を終えて無料開放され、愛知県に移管。
料金収受時間は6時から22時まで。料金所にETCは設置されていなかった。
原動機付自転車および自転車も通行が可能であるが、構造は高速道路に近く、危険を伴う可能性がある。（非常電話あり）
犬山駅とリトルワールドを結ぶ岐阜乗合自動車のバスがこの道路の犬山IC - 今井ICを通るが、路線上にバス停留所はない。

## インターチェンジなど
かつては犬山ICと清水ICの間に犬山料金所が、今井ICに今井料金所が存在した。

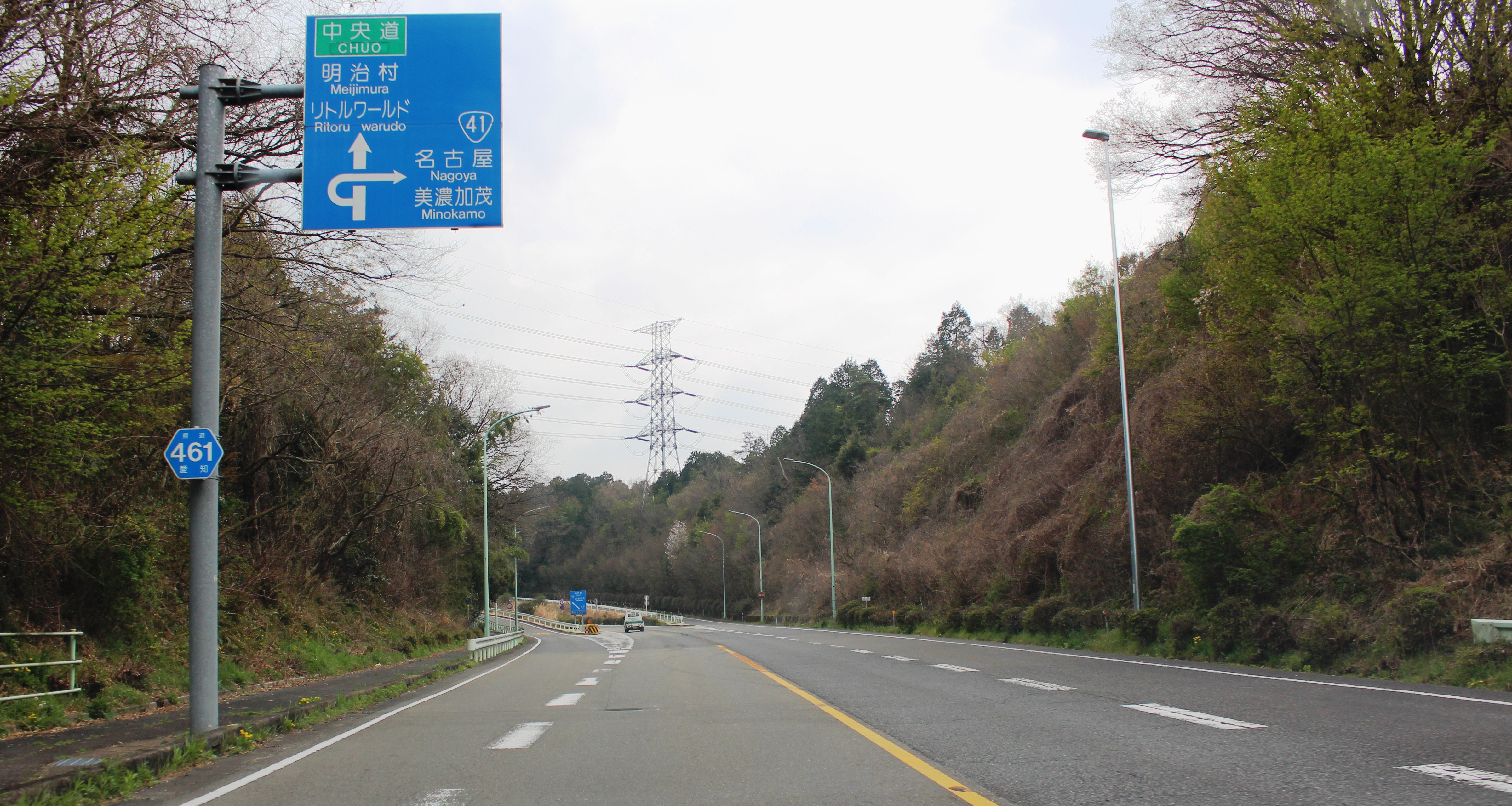
清水IC
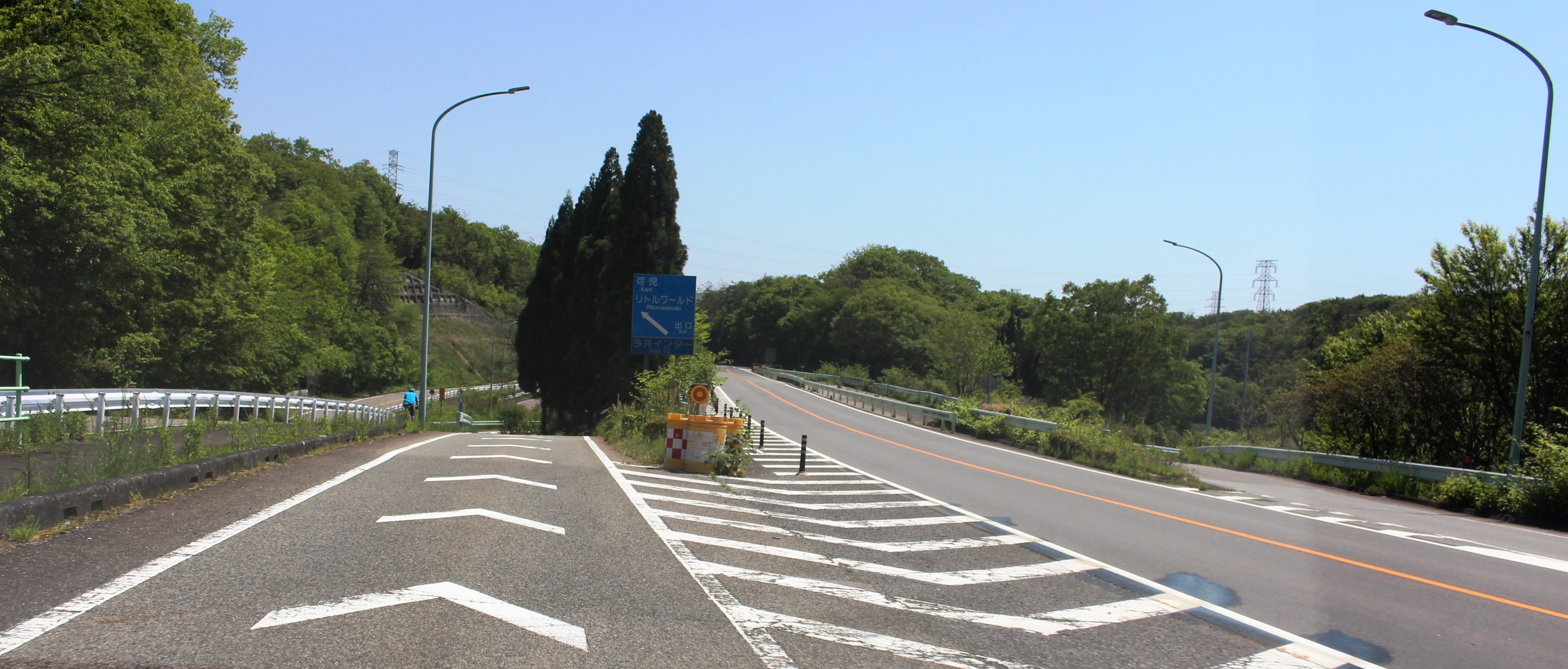
今井IC

| 施設名     | 接続路線名               | 起点から （km） | 備考                     | 所在地 |
| ---------- | ------------------------ | --------------- | ------------------------ | ------ |
| 犬山IC     | 犬山市道                 | 0.0             |                          | 犬山市 |
| 犬山料金所 | -                        |                 | 無料開放時に廃止         | 犬山市 |
| 清水IC     | 国道41号（名濃バイパス） | 2.6             | IC名は「きよみず」と読む | 犬山市 |
| 今井IC     | 愛知県道191号長洞犬山線  | 4.5             | 料金所を設置していた     | 犬山市 |
| 今井南IC   | 愛知県道49号春日井犬山線 | 7.7             |                          | 犬山市 |

- 清水IC
- 今井IC

## 歴史
- 1972年（昭和47年）1月26日 : 県道認定
- 1978年（昭和53年）6月 : 一部開通。
- 1986年（昭和61年）3月27日 : 全線開通。
- 2008年（平成20年）6月20日 : 無料開放。

## 通行料金
無料開放直前である、2008年6月19日時点の通行料金は下記のとおり。

### 全線
- 小型・普通・マイクロバス : 460円
- 大型貨物自動車 : 730円
- 観光バス : 1580円
- 軽自動車・二輪車 : 310円
- 原動機付自転車 : 50円

### 犬山 - 清水
- 小型・普通・マイクロバス : 150円
- 大型貨物自動車 : 260円
- 観光バス : 530円
- 軽自動車・二輪車 : 100円
- 原動機付自転車 : 20円

### 清水 - 今井
- 小型・普通・マイクロバス : 100円
- 大型貨物自動車 : 150円
- 観光バス : 420円
- 軽自動車・二輪車 : 100円
- 原動機付自転車 : 10円

### 今井 - 今井南
- 小型・普通・マイクロバス : 210円
- 大型貨物自動車 : 320円
- 観光バス : 630円
- 軽自動車・二輪車 : 110円
- 原動機付自転車 : 20円

## 沿線・周辺
- 日本モンキーパーク（日本モンキーセンター、犬山遊園地、犬山植物園）
- 名鉄モンキーパークモノレール線動物園駅（廃線・廃駅）
- 愛知県犬山浄水場